# Edifício-garagem

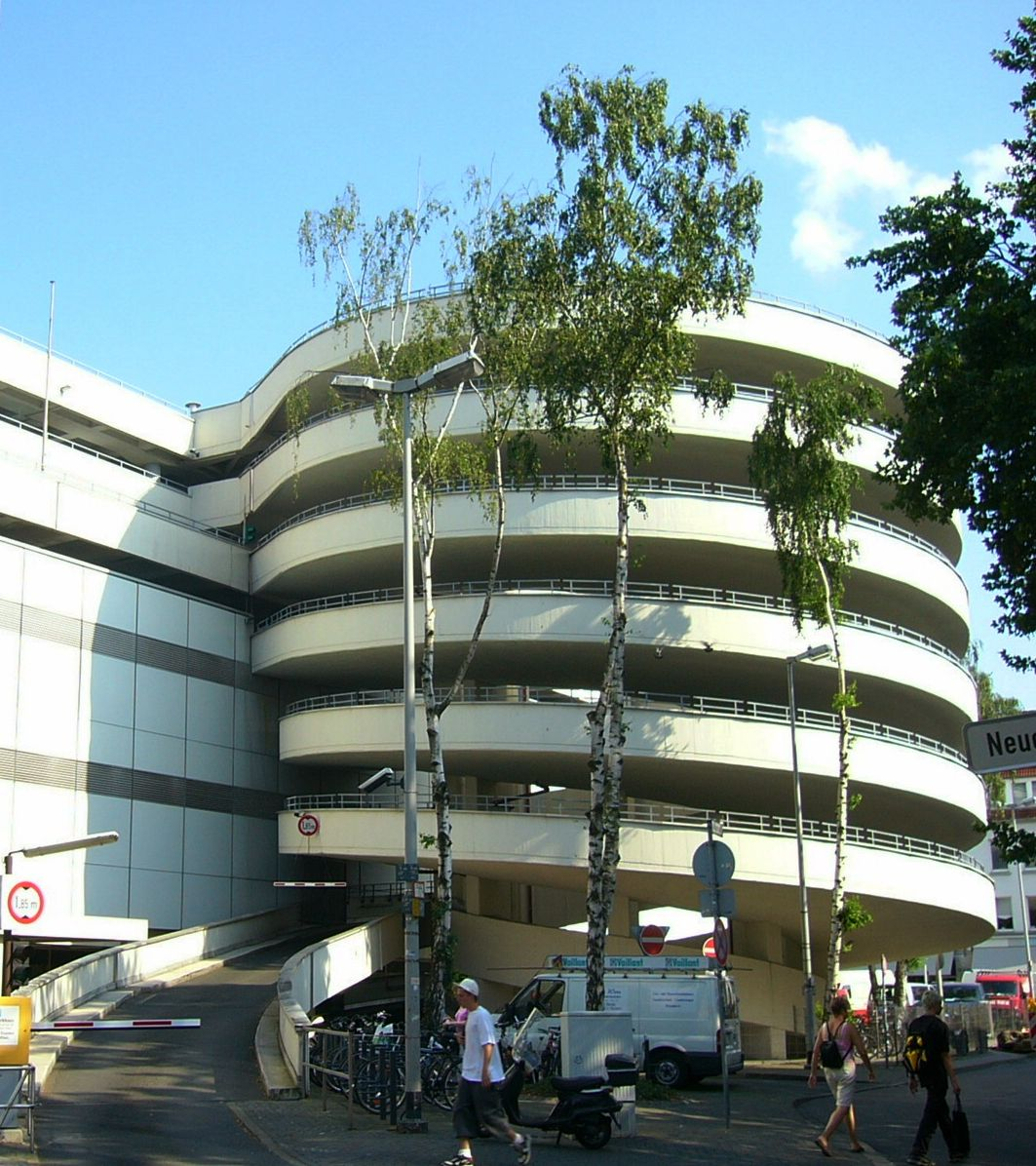
Um edifício garagem na Alemanha.

Um edifício-garagem ou estacionamento de vários andares é um edifício projetado para estacionamento de carros, motocicletas e bicicletas em que o estacionamento ocorre em mais de um andar ou nível. A primeira instalação de vários andares conhecida foi construída em Londres em 1901, e o primeiro estacionamento subterrâneo foi construído em Barcelona em 1904. As estruturas de estacionamento podem ser aquecidas se estiverem fechadas. O projeto de estruturas de estacionamento pode adicionar um custo considerável para o planejamento de novos empreendimentos.

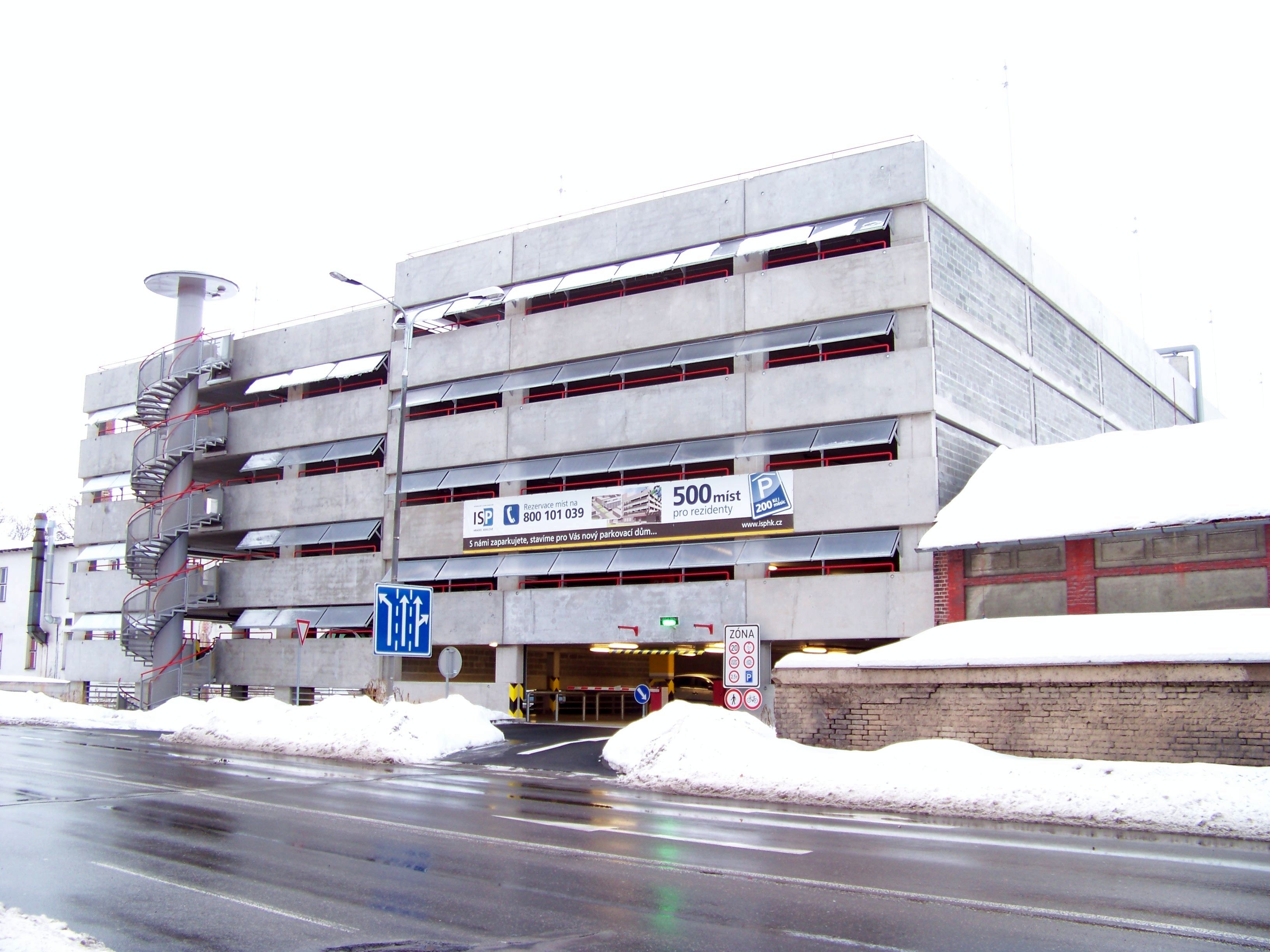
Um parque de estacionamento de vários pisos em Hradec Králové, República Checa

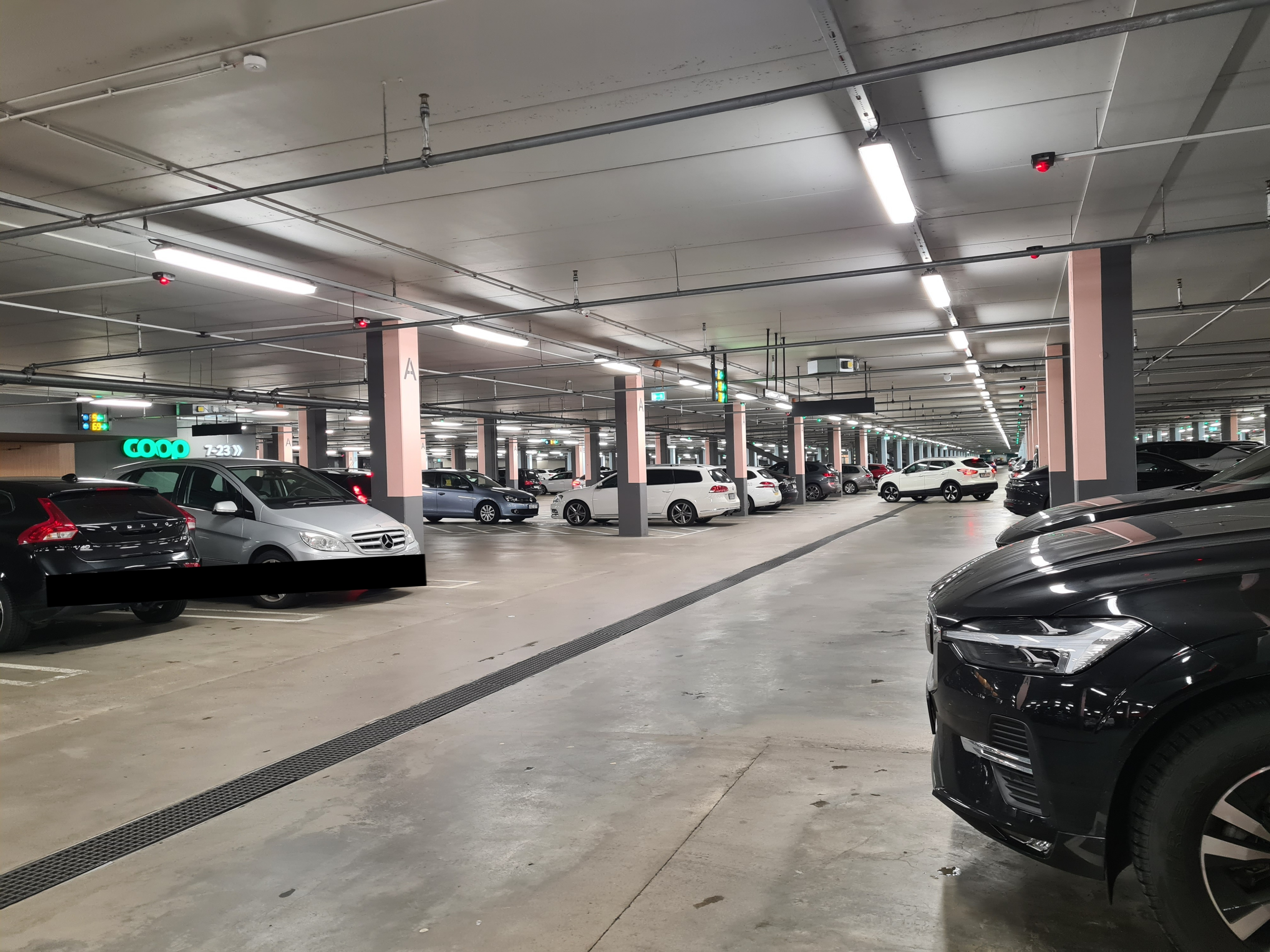
O interior da garagem de um shopping center em Kungälv, Suécia